# رافاييل سافينياك
الأب أنطوان رافاييل سافينياك (كاجارك، 21 يوليو 1874 - بيت لحم، 27 نوفمبر 1951) عالم آثار ومصور فرنسي.

## سيرة شخصية
أستاذ في مدرسة الكتاب المقدس في القدس، قاد بعثة مع الأب أنطونين جوسن إلى «نصب عطوف» في البتراء. في عام 1899، ذهب مع جوسن إلى النقب ثم في عام 1907، سافر إلى شمال شبه الجزيرة العربية، وفي عام 1912، إلى شرق الأردن.
في عام 1914، قام جوسن وسافينياك بمهمة كتابية إلى تدمر بعد ذلك، مع فيليكس ماري أبيل ولويس فنسنت (Louis-Hugues Vincent)، عن آثار القدس.